# Erycia campestris
Erycia campestris là một loài ruồi trong họ Tachinidae.